# Give Yourself Goosebumps

Give yourself goosebumps (română Dă-ți singur fiori) este o sub-serie a seriei Goosebumps de autorul R. L. Stine. Cărțile diferă de restul seriei, prin faptul că nu sunt romane, ci niște puzzle-uri narative, dând cititorului posibilitatea de a alege ce să facă personajul principal. Nicio carte din serie nu a apărut în limba română.

## Sfârșituri
Datorită alegerilor pe care le poate face cititorul, cărțile pot avea multe sfârșituri, de obicei șocante. Sunt făcute în așa fel încât, dacă cititorul nu alege bine, personajul principal să moară. Sfârșitul e marcat cu titlul THE END.

## Cărți
Niciuna din cărți nu se mai găsește în librării, cu excepția cărții Alone in Snakebite Canyon, care se mai tipărește în SUA.
Escape from the Carnival of Horrors 
Tick, Tock, You're Dead 
Trapped in Bat Wing Hall 
The Deadly Experiments of Dr. Eeek 
Night In Werewolf Woods 
Beware of the Purple Peanut Butter 
Under the Magician's Spell 
The Curse of the Creeping Coffin 
The Knight in Screaming Armour 
The Diary of a Mad Mummy 
Deep in the Jungle of Doom 
Welcome to the Wicked Wax Museum 
Scream of the Evil Genie
The Creepy Creations of Professor Shock 
Please Don't Feed the Vampire!
Secret Agent Grandma 
Little Comic Shop of Horrors 
Attack of the Beastly Babysitter 
Escape from Camp Run For Your Life 
Toy Terror: Batteries Included 
The Twisted Tale of Tiki Island 
Return to the Carnival of Horrors 
Zapped in Space 
Lost in Stinkeye Swamp 
Shop 'Til You Drop...Dead! 
Alone in Snakebite Canyon 
Checkout Time at the Dead-End Hotel 
Night of a Thousand Claws 
Invaders from the Big Screen 
You're Plant Food! 
The Werewolf of Twisted Tree Lodge 
It's Only a Nightmare 
It Came from the Internet! 
Elevator to Nowhere 
Hocus-Pocus Horror 
Ship of Ghouls 
Escape from Horror House 
Into the Twister of Terror 
Scary Birthday to You 
Zombie School 
Danger Time 
All-Day Nightmare!

## Ediții speciale
The Ultimate Challenge: Into the Jaws of Doom 
Return to Terror Tower 
Trapped in the Circus of Fear 
One Night in Payne House 
The Curse of the Cave Creatures 
Revenge of the Body Squeezers 
Trick or...Trapped! 
Weekend at Poison Lake

## Traduceri
Niciuna dintre cărți nu a apărut în română. Traducerile titlurilor sunt neoficiale. În ordinea de mai sus (incluzând ediția specială):
Evadarea din carnavalul ororilor
Tic, tac, ai murit!
Prins în Bat Wing Hall
Experimentele mortale ale dr. Eeek
Noaptea în pădurile licantropilor
Ferește-te de untul mov de alune!
Sub vraja magicianului
Blestemul sicriului înfiorător
Cavalerul în armură urlătoare
Jurnalul unei mumii nebune
Adânc în jungla morții
Bun venit în muzeul de ceară
Urletul duhului malefic
Creațiile înfiorătoare ale profesorului Shock
Vă rugăm nu hrăniți vampirul
Agentul secret bunica
Micul magazin de benzi desenate al ororii
Atacul dădacei fioroase
Evadarea din tabăra Run-for-your-life [fugi-ca-să-ți-salvezi-viața]
Toy Terror [jucăria terorii]. Baterii incluse